# Michael Stark (Geologe)
Michael Stark (* 6. Dezember 1877 in Tuschkau; † 29. Dezember 1953 in Wolkersdorf im Weinviertel) war ein österreichischer Geologe, Mineraloge und Petrograph.

## Werdegang
Stark studierte zunächst Botanik in Wien und wandte sich unter dem Einfluss von Friedrich Becke der Mineralogie und Petrographie zu. Er wurde Assistent von Becke und habilitierte sich in Wien in Petrographie. 1910 wurde er außerordentlicher Professor und 1912 ordentlicher Professor an der Universität Czernowitz. Im Ersten Weltkrieg war er Offizier und geriet in russische Kriegsgefangenschaft, wurde in Sibirien und später in Kasan festgehalten, wo er wissenschaftlich arbeiten konnte. 1918 wurde er Professor an der Deutschen Universität Prag. 1936/37 war er dort Rektor. Im Jahr 1937 wurde er zum Mitglied der Deutschen Akademie der Naturforscher Leopoldina gewählt. 1944 wurde er emeritiert und 1945 aus Prag vertrieben. Danach lebte er unter ärmlichen Verhältnissen in Wolkersdorf und erhielt erst kurz vor seinem Tod die Ankündigung, dass ihm doch noch eine Pension bewilligt wurde.
Als Geologe und Petrograph befasste er sich besonders mit den Euganeen und den Hohen Tauern (wie schon sein Lehrer Becke und wie sein Freund Leopold Kober), sowie mit der Geologie von Böhmen.

## Schriften
- Vorläufiger Bericht über geologische Aufnahmen im östlichen Sonnblickgebiet und über die Beziehungen der Schieferhülle des Zentralgneises, Sitzungsberichte Kaiserliche Akad. Wiss. Wien, Band 121, 1912
- Geologisch-petrographische Aufnahmen der Euganeen, Tschermaks mineralog.-petrogr. Mitt., 27, 1909, 399–588
- Die Augite in den Gesteinen der Euganeen, Neues Jahrbuch Mineralogie etc., Beilagen, 55, 1926, 1–35
- Umwandlungsvorgänge in Gesteinen des Böhmerwaldes, Lotos Prag, Band 76, 1928, 1–77
- Petrographisch-Geologische Fragen um Pfraumberg-Haid. Beiträge zur Bildungsgeschichte des Felsbaues des nördlichen Böhmerwaldes und seines Vorlandes, Neues Jahrbuch f. Mineralogie etc., Beilage 61 A, 1930, 321-402
- Tiefengesteinsgebiete im Zentrum der Euganeen, Neues Jahrbuch Mineralogie etc., Beilage 71 A, 1936, 363–457
- Kalksilikatgesteine bei Galzignano in den Euganeen, Neues Jahrbuch Mineralogie etc., Beilagen 71 A, 1936, 342–362
- Entwicklungsstadien bei kristallinen Schiefern (Grünschiefern) der Klammkalk-Radstädter Serie im Arl- und Gastein-Tal, Sitzungsberichte Akad. Wiss. Wien, Math.-Naturwiss. Klasse, 148, 1939, 41
- Porphyroide und verwandte Eruptiva aus dem Groß-Arl und dem Gasteiner-Tal, Sitzungsberichte Akad. Wiss. Wien, Math.-Naturwiss. Klasse, 149, 1940, 13
- Basaltische Gesteine der Euganeen, Tschermaks mineralog.-petrogr. Mitt., Band 54, 1942, 123–177, 277–372, Band 55, 1943, 137–172, 277–372
- Die Grünschiefer der Kalkglimmerschiefer-Grünschiefer-Serie des Großarl- und Gasteiner Tales, Sitzungsberichte Akad. Wiss. Wien, Math.-Naturwiss. Klasse, 159, 1950, 184
- Andesitische Gesteine nebst lamprophyrischen Felsarten der Euganeen, Neues Jahrbuch Mineralogie etc., Abh., 83, 1952, 151–312
- Petrographische Provinzen, Fortschritte der Mineralogie, Band 4, 1912, S. 251–336
- Pleochroitische (radioaktive) Höfe, ihre Verbreitung in Gesteinen und ihre Veränderlichkeit, Chemie der Erde, Band 10, 1936, 566–630